# Lulu Santos
Luís Maurício Pragana dos Santos, meglio noto come Lulu Santos (Rio de Janeiro, 4 maggio 1953), è un cantante, musicista e produttore discografico brasiliano.

## Biografia
Figlio di un militare, ha vissuto un'adolescenza irrequieta (si è unito agli hippies dopo essere scappato di casa), scoprendo poi l'amore per la musica negli anni 70. Dopo aver militato nella band Vímana insieme a Ritchie e Lobão, ha intrapreso l'attività di cantante solista nel 1982 incidendo l'album Tempos Modernos, contenente tra l'altro il brano omonimo e il "tormentone" estivo De Repente California che hanno segnato la sua consacrazione.
Occasionalmente attore, ha svolto un piccolo ma significativo ruolo in 4 giorni a settembre, pellicola brasiliana candidata all'Oscar nella categoria del miglior film straniero.
Lulu Santos ha svolto il ruolo di giudice in tutte e dodici le edizioni del talent show The Voice Brasil, costituendo in ciò l'unico caso nella storia del programma.

## Vita privata
Lulu Santos è stato sposato per 28 anni con la scrittrice e giornalista Scarlet Moon (alla quale ha dedicato la canzone omonima), morta nel 2013 per le complicazioni dell'atrofia multi-sistemica. L'artista, che nel 2018 si è dichiarato bisessuale, ha convissuto per un periodo col triatleta Bruno Azevedo e in seguito con altri uomini. Dal 2019 è sposato con un uomo di quarant'anni più giovane, Clebson Teixeira, ma i due vivono in case separate.

## Curiosità
- Il sito web ufficiale di Lulu Santos è stato realizzato da Ritchie.
- La sua canzone Como Uma Onda, del 1983, recante il sottotitolo Zen Surfismo e abbinata a un videoclip dove sono tra l'altro presenti surfisti, ha ispirato vent'anni dopo la telenovela omonima prodotta da Rede Globo, di cui fa anche da sigla. Il brano è inoltre ascoltabile nel lungometraggio Garota Dourada, uscito nel 1984, dov'è però cantato dall'attore Ricardo Graça Mello. Telenovela e film mostrano entrambi personaggi sensibili ai temi ecologici e gare di surf.

## Discografia
- (1982) Tempos Modernos
- (1983) O Ritmo do Momento
- (1984) Tudo Azul
- (1985) Normal
- (1986) Lulu
- (1988) Toda Forma de Amor
- (1989) Popsambalanço e Outras Levadas
- (1989) Amor à Arte - Lulu Santos e Auxílio Luxuoso Ao Vivo
- (1990) Honolulu
- (1992) Mondo Cane
- (1994) Assim Caminha a Humanidade
- (1995) Eu e Memê, Memê e Eu
- (1996) Anticiclone Tropical
- (1997) Liga Lá
- (1999) Calendário
- (2000) Acústico MTV - Lulu Santos
- (2002) Programa
- (2003) Bugalu
- (2004) MTV Ao Vivo
- (2005) Letra & Música
- (2007) Longplay
- (2009) Singular
- (2010) Lulu Acústico MTV II
- (2013)  Lulu Canta & Toca Roberto e Erasmo
- (2014) Luiz Maurício
- (2015) Toca + Lulu - Ao Vivo
- (2017) Baby Baby!